# Трофей чемпионов по хоккею на траве среди мужчин 2011
Трофей чемпионов по хоккею на траве среди мужчин 2011 (англ. 2011 Men's Hockey Champions Trophy) — 33-й розыгрыш Трофея чемпионов по хоккею на траве среди мужских сборных команд. Турнир прошёл с 3 по 11 декабря 2011 года на стадионе «North Harbour Hockey Stadium» в городе Окленд (Новая Зеландия).
Победителями Трофея чемпионов (в 12-й раз в своей истории) стала сборная Австралии, победившая в финале сборную Испании со счётом 1:0. Бронзовым призёром чемпионата стала сборная Нидерландов, обыгравшая в матче за 3-е место сборную Новой Зеландии со счётом 5:3.

## Изменение места проведения турнира
Первоначально для проведения 33-го розыгрыша Трофея чемпионов среди мужских команд ФИХ выбрала Нью-Дели (Индия), о чём и было объявлено 4 февраля 2011. Датами проведения турнира был намечен период с 3 по 11 декабря 2011. Однако 6 сентября 2011 ФИХ сообщила, что Индия не сможет провести турнир по причине организационных проблем; 13 сентября 2011 ФИХ сообщила, что местом проведения турнира выбран Окленд в Новой Зеландии и что даты проведения турнира остаются прежними. Новозеландский бизнесмен Оуэн Гленн (англ. Owen Glenn) явился автором инициативы проведения турнира в Новой Зеландии; он же проспонсировал Федерацию хоккея на траве Новой Зеландии в расходах на проведение турнира — поэтому турнир носит официальное название с указанием его имени: «Owen G Glenn FIH Men’s Champions Trophy».
Ожидаемая телевизионная аудитория турнира составляла около 38 миллионов человек; турнир должен был стать крупнейшим соревнованием по хоккею на траве в истории Новой Зеландии. Мэр Окленда Лен Браун (англ. Len Brown) сказал: «Этот турнир принесёт около одного миллиона долларов в новозеландскую экономику. Спортсмены, официальные лица, болельщики прибудут к нам в количестве более 4-х тысяч человек».

## Регламент соревнований
В розыгрыше Трофея чемпионов 2011 года был принят новый регламент соревнований. Количество участвующих команд было увеличено с 6 до 8. В первом раунде все команды разбиваются на две группы (A и B) и играют между собой внутри группы по круговой системе. По две команды из каждой группы, занявшие 1-е и 2-е места, проходят в «медальный» раунд, попадают в группу C и играют за медали (за места с 1-го по 4-е).
Команды, занявшие в первом раунде в группах 3-е и 4-е места, попадают в группу D и во втором раунде («безмедальном») разыгрывают между собой места с 5-го по 8-е. Во втором раунде и в группе C, и в группе D учитываются результаты игр между собой команд из одной группы первого раунда (A и B), то есть команды играют только по две игры — с командами из другой группы.
Затем проводятся финальные классификационные игры (для определения окончательного распределения мест). Две команды из группы C, занявшие 1-е и 2-е места, играют между собой финал за золото; занявшие в группе C 3-е и 4-е места — разыгрывают бронзовую медаль. Аналогично, занявшие в группе D 1-е и 2-е места разыгрывают 5-е место, а две оставшиеся — 7-е место в окончательной классификации.

## Квалификация
Команды-участницы турнира были определены по новым критериям, разработанным Международной федерацией:
- Новая Зеландия (страна-хозяйка турнира)
- Австралия (победитель чемпионата мира 2010)
- Германия (2-е место на чемпионате мира 2010 и чемпион Олимпийских игр 2008)
- Нидерланды (3-е место на чемпионате мира 2010)
- Великобритания (4-е место на чемпионате мира 2010, занятое сборной Англии)
- Испания (5-е место на чемпионате мира 2010)
- Пакистан (приглашение ФИХ)[8]
- Республика Корея (приглашение ФИХ)[8]

## Результаты игр
Время начала матчей указано по UTC+13:00

### Первый раунд

#### Группа A
| Команда        | И | В | Н | П | ГЗ | ГП | +/- | Очки |
| -------------- | - | - | - | - | -- | -- | --- | ---- |
| Австралия      | 3 | 3 | 0 | 0 | 13 | 4  | +9  | 9    |
| Испания        | 3 | 2 | 0 | 1 | 14 | 6  | +8  | 6    |
| Великобритания | 3 | 1 | 0 | 2 | 4  | 13 | −9  | 3    |
| Пакистан       | 3 | 0 | 0 | 3 | 4  | 12 | −8  | 0    |

     Проходят в медальный раунд

#### Группа B
| Команда          | И | В | Н | П | ГЗ | ГП | +/- | Очки |
| ---------------- | - | - | - | - | -- | -- | --- | ---- |
| Нидерланды       | 3 | 2 | 1 | 0 | 8  | 5  | +3  | 7    |
| Новая Зеландия   | 3 | 1 | 1 | 1 | 10 | 6  | +4  | 4    |
| Германия         | 3 | 1 | 1 | 1 | 7  | 7  | 0   | 4    |
| Республика Корея | 3 | 0 | 1 | 2 | 4  | 11 | −7  | 1    |

     Проходят в медальный раунд

### Второй раунд

#### Группа C
| Команда        | И | В | Н | П | ГЗ | ГП | +/- | Очки |
| -------------- | - | - | - | - | -- | -- | --- | ---- |
| Австралия      | 3 | 3 | 0 | 0 | 9  | 5  | +4  | 9    |
| Испания        | 3 | 2 | 0 | 1 | 8  | 6  | +2  | 6    |
| Новая Зеландия | 3 | 0 | 1 | 2 | 6  | 8  | −2  | 1    |
| Нидерланды     | 3 | 0 | 1 | 2 | 6  | 10 | −4  | 1    |

     Проходят в финал

#### Группа D
| Команда          | И | В | Н | П | ГЗ | ГП | +/- | Очки |
| ---------------- | - | - | - | - | -- | -- | --- | ---- |
| Германия         | 3 | 2 | 1 | 0 | 10 | 4  | +6  | 7    |
| Великобритания   | 3 | 2 | 0 | 1 | 7  | 6  | +1  | 6    |
| Пакистан         | 3 | 1 | 0 | 2 | 7  | 9  | −2  | 3    |
| Республика Корея | 3 | 0 | 1 | 2 | 8  | 13 | −5  | 1    |

### Классификация

#### Матч за 7-е и 8-е места
| 11 декабря 2011 10:35 | \| Пакистан \| 5 – 4 д.в. \| Республика Корея \| | .                |
| Пакистан              | 5 – 4 д.в.                                       | Республика Корея |

#### Матч за 5-е и 6-е места
| 11 декабря 2011 13:05 | \| Германия \| 1 – 0 \| Великобритания \| | .              |
| Германия              | 1 – 0                                     | Великобритания |

#### Матч за 3-е и 4-е места
| 11 декабря 2011 15:35 | \| Новая Зеландия \| 3 – 5 \| Нидерланды \| | .          |
| Новая Зеландия        | 3 – 5                                       | Нидерланды |

#### Финал
| 11 декабря 2011 18:05 | \| Австралия \| 1 – 0 \| Испания \| | .       |
| Австралия             | 1 – 0                               | Испания |

## Статистика

### Итоговая таблица
| Место | Сборная          |
| ----- | ---------------- |
| 1     | Австралия        |
| 2     | Испания          |
| 3     | Нидерланды       |
| 4     | Новая Зеландия   |
| 5     | Германия         |
| 6     | Великобритания   |
| 7     | Пакистан         |
| 8     | Республика Корея |

### Награды
| Номинация                                       | Игрок / Команда |
| ----------------------------------------------- | --------------- |
| Лучший бомбардир (7 голов)                      | Jamie Dwyer     |
| Самый ценный игрок (MVP)                        | Santi Freixa    |
| Лучший вратарь                                  | Kyle Pontifex   |
| Приз команде за честную игру (Fair Play Trophy) | Австралия       |